# Lüschgrat
Der Lüschgrat ⓘ ist ein Berg östlich von Safien und westlich von Thusis im Kanton Graubünden in der Schweiz mit einer Höhe von 2178 m ü. M. Er ist der höchste Berg des Heinzenberggrats. Von der Heinzenbergseite zeigt er sich unscheinbar als Grashügel, von der Safientalseite ist er felsig und steiler. Auf seinem Osthang befindet sich das Skigebiet von Tschappina Heinzenberg. Die Bergstation des Doppelskilifts, die sich 17 Höhenmeter unterhalb des Gipfels befindet, bildet den höchsten Punkt des Skigebiets.

## Lage und Umgebung
Der Lüschgrat gehört zum Heinzenberggrat, einer Untergruppe der Adula-Alpen. Über den Gipfel verläuft die Gemeindegrenze zwischen Safien und Tschappina. Der Lüschgrat wird im Osten durch den Heinzenberg und im Westen durch das Safiental eingefasst.
Zu den Nachbargipfeln gehören der Tguma und der Glaser Grat.
Talorte sind Safien und Tschappina. Häufiger Ausgangspunkt ist Ober Gmeind, wo sich die Talstation des Doppelskilifts befindet, der bis zum Gipfel reicht.

## Heinzenberger Gratwanderung

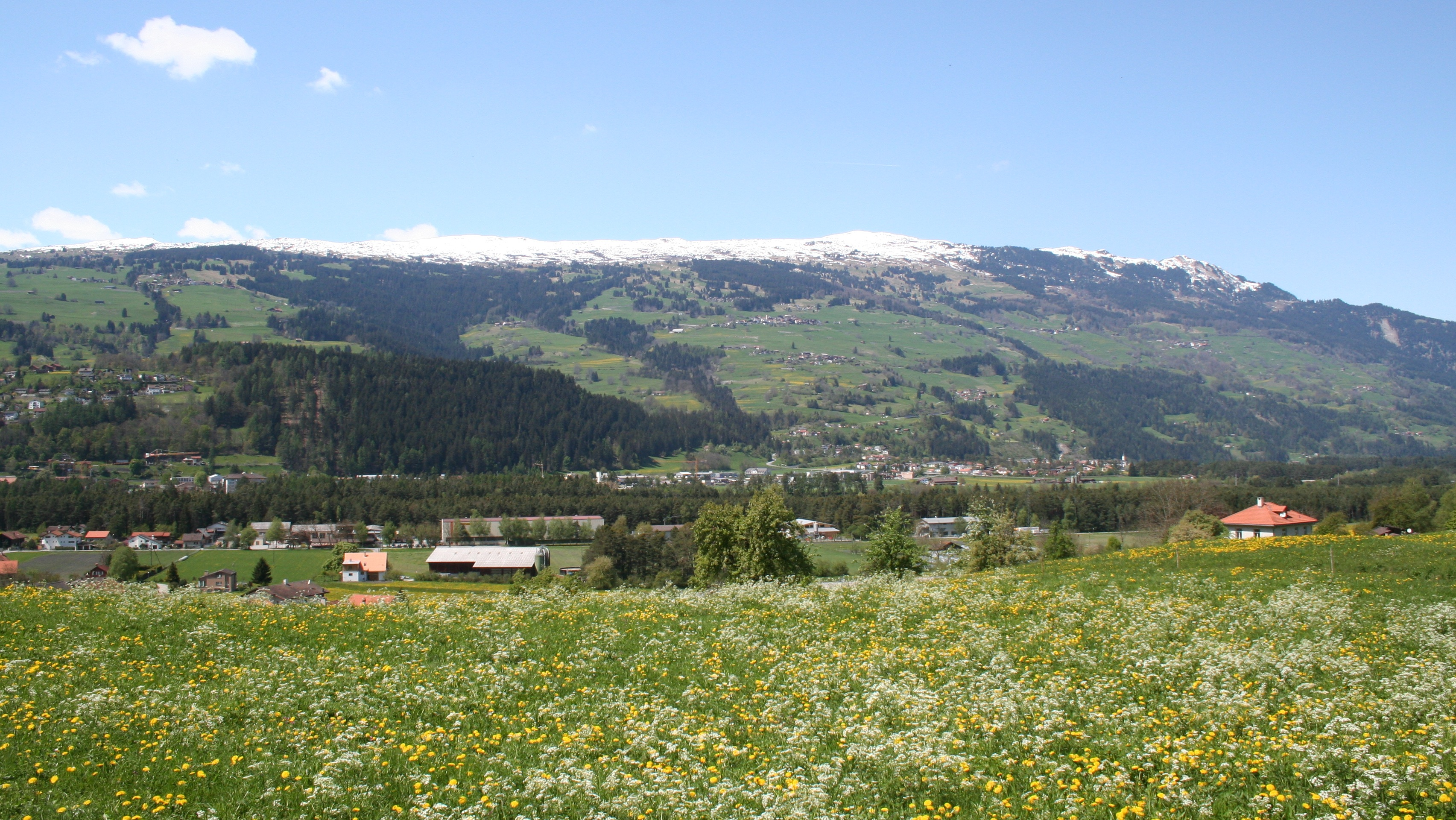
Heinzenberg

Die Heinzenberger Gratwanderung ist eine aussichts- und abwechslungsreiche Tageswanderung über den Heinzenberger Grat. Sie führt von Obertschappina via Tguma und Präzer Höhi nach Präz und bietet einen grossartigen Panoramarundblick ins Safiental, ins Domleschg, ins Albulatal und auf die umliegende Bergwelt. Statt direkt zum Tguma zu gehen, kann die Wanderung via Glaspass, Glaser Grat und Lüschgrat verlängert werden. Zusätzlich kann das Ende der Tour bis nach Bonaduz verlängert werden:
- Ausgangspunkt: Glaspass (1831 m)
- Ziel: Bonaduz (662 m)
- Route: Glaspass - Glaser Grat (2124 m) - P.1989 - Lüschgrat (2178 m) - Bischolpass (1999 m) - Tguma (2163 m) - Präzer Höhi (2119 m) - Crest dil Cut (2015 m) - Crest Ault (1942 m) - Alp Sura (1771 m) - Alp Sut (1506 m) - Scardanal (1131 m) - P.692 - Bonaduz
- Schwierigkeit: T3, meist als Wanderweg weiss-rot-weiss markiert
- Dauer: 8 h

## Routen zum Gipfel

### Über den Südgrat
- Ausgangspunkt: Safien Platz (1296 m) oder Glaspass (1831 m)
- Via: Bruchalp, P.1989
- Schwierigkeit: T2
- Zeitaufwand: 3¾ Stunden von Safien, 1½ Stunden vom Glaspass
- Alternative: Vom Glaspass über den Glaser Grat zu P.1989 (+¼ Stunde)

### Über den Osthang
- Ausgangspunkt: Obertschappina (1577 m) oder Ober Gmeind (1813 m)
- Via: Dem Skilift folgend
- Schwierigkeit: T2
- Zeitaufwand: 1¾ Stunden von Obertschappina oder 1 Stunde von Ober Gmeind

### Über den Nordgrat
- Ausgangspunkt: Safien Neukirch (1292 m) oder Lüsch (1974 m)
- Via: Bischolpass
- Schwierigkeit: T2
- Zeitaufwand: 3¼ Stunden von Safien Neukirch oder ¾ Stunden von Lüsch